# Brucella
Brucella é um gênero de bactérias gram-negativas. São cocobacilos pequenos (0.5 a 0.7 por 0.6 a 1.5 µm), formando colônias muito pequenas, lisas, com tom esbranquiçado e não-hemolíticas. São imóveis, não capsulados, não esporuladas e são aeróbios estritos, realizando metabolismo oxidativo.
São catalase, oxidase e urease positivas. Reduzem nitratos a nitritos e são nutricionalmente exigentes.

## Fatores de virulência
- Fator de virulência - permite o parasitismo celular de leucócitos polimorfonucleares e macrófagos;
- Antigenes A e M  - existem na cadeia polissacarídea O do LPS, um componente da parede celular. O antigene A predomina nas espécies B. abortus e B. suis. O antígene M predomina na espécie B. melitensis. A B. canis apresenta outros antigenes.

As espécies mais virulentas para o Homem são B. melitensis (mais comum) e a B. abortus.

## Patogênese
A bactéria é introduzida no interior de macrófagos. Tem um período de incubação de 10 a 21 dias. Vai para os gânglios regionais linfáticos, podendo aí migrar para o sangue, onde atua o LPS, e do sangue atinge órgãos como o fígado, baço, osso, testículo, endocárdio, com formação de granulomas ou abcessos (mais frequente com B. melitensis e B. suis). O hospedeiro desencadeia uma resposta imunológica celular, mais efetiva, e uma imunidade celular, que embora não seja protetora, é essencial para o diagnóstico sorológico.

## Epidemiologia
A incidência da doença é universal, embora haja países sem brucelose, como sendo os países do Norte da Europa e do Japão. Em Portugal, a brucelose têm elevada incidência nos distritos do interior (Bragança. Guarda, Vila-Real, Castelo Branco). As principais fontes de infecção são: lacticínios não-pasteurizados, viagens para o estrangeiro e o manuseamento de tecidos ou órgãos de animais infectados. Os principais grupos de risco são: trabalhos em matadouros, talhos e fábricas de enchidos, trabalhos em queijarias, criadores de gado (pastores, por exemplo), trabalhos em esgotos e trabalhos em laboratórios com risco.
Os principais animais envolvidos são bovinos, caprinos, ovinos e suínos, não se conhecendo espécie resistente à Brucella sp.

## Modos de transmissão
- Via cutânea ou mucosa - o manuseamento de animais ou excrementos infectados (B. abortus e B. suis);
- Via digestiva - ingestão de leite e seus derivados (B. melitensis);
- Via aérea - inalação de aeróssois, acidentes de laboratório e bioterrorismo;
- Outras formas de transmissão(Raras) - aleitamento e acto sexual.

## Doença
A Brucella sp é o agente causador da Brucelose, que é uma zoonose caracterizada por uma infecção granulomatosa crónica com envolvimento sistémico.

## Quadro clínico
Apresenta um elevado polimorfismo clínico, apresentando um período de incubação que pode ir de 1-3 semanas até vários meses. A sintomatologia pode surgir de modo abrupto ou gradual, sendo caracterizada por:
- Febre ondulante com acentuação vespertina;
- Arrepios de frio;
- Cefaleias;
- Mialgias;
- Fadiga;
- Anorexia;
- Tosse seca;
- Formas especiais de evolução clínica: derrames pleurais, abcessos pleurais, empiema, artrite, osteomielite e reacção cutânea.

## Diagnóstico bacteriológico
O diagnóstico bacteriológico exige a realização de hemoculturas ou mieloculturas.
A hemocultura é o método directo mais utilizado. Realizam-se colheitas múltiplas (3 a 5), sendo que devem ser incubadas durante 14 dias, porque a Brucella cresce lentamente.
A mielocultura positiva mais rapidamente do que a hemocultura.

## Diagnóstico sorológico
Existem vários métodos de diagnóstico sorológico, nomeadamente:
- Reacção de aglutinação - positiva à 2a semana de doença. As IgM são mais aglutinantes do que as IgG. Pode ser utilizado o método de Wright (em tubo) ou o método de Hudleson (em lâmina), se o título for superior a 1:80 , estamos perante ua infecção. A presença de falsos negativos é evidência do fenómeno zona, enquanto que a presença de falsos positivos é devido a reacções cruzadas;
- Prova do 2-mercapto-etanol - evidencia a presença de IgG, sendo útil na brucelose crónica;
- Reacção de fixação do complemento -  evidencia a presença de IgG, dando resultados positivos ao fim de 25-30 dias. Porém, é muito laboriosa;
- Imunofluorescência indirecta - evidencia anticorpos quando as outras reacções já são negativas. Útil na brucelose crónica;
- Prova de alergia cutânea - injecção intradérmica de melitina; se positiva, se positiva, obtêm-se reacção cutânea retardada.

## Tratamento
O tratamento exige antibioticoterapia combinada e prolongada, porque se trata de um parasita intraceular. A Brucella possui resistência às penicilinas e cefalosporinas. Numa 1a. fase, durante 4 semanas, deve ser feita uma antibioterapia à base de Tetraciclina+Aminoglicosídeo. Numa segunda fase, a antibioterapia combinada Doxiciclina+Rifampicina por um período de 4-8 semanas revela-se mais eficaz.
A Tetraciclina não deve ser utilizada em gestantes e crianças, daí que se deva substituir nos 2 casos por Trimetropim-sulfametoxazol, por que a tetraciclina interfere no crescimento ósseo.

## Prevenção
A prevenção pode ser feita com: pasteurização do leite, o abate dos animais doentes, a vacinação do gado com estirpes avirulentas,  a vacinação humana (que leva à manifestação de sintomas, mas concede uma imunidade de curta duração) e o cumprimento de medidas de segurança nos laboratórios.